# Senerchia
Senerchia is een gemeente in de Italiaanse provincie Avellino (regio Campanië) en telt 1036 inwoners. De oppervlakte bedraagt 36,0 km², de bevolkingsdichtheid is 28 inwoners per km².

## Geografie
Senerchia grenst aan de volgende gemeenten: Acerno (SA), Calabritto, Campagna (SA), Oliveto Citra (SA), Valva (SA).

## Demografie
Senerchia telt ongeveer 388 huishoudens. Het aantal inwoners daalde in de periode 1991-2001 met 17,6% volgens cijfers uit de tienjaarlijkse volkstellingen van ISTAT.
| Jaar | Inwoneraantal |
| ---- | ------------- |
| 1991 | 1072          |
| 2001 | 883           |